# Nolinoideae

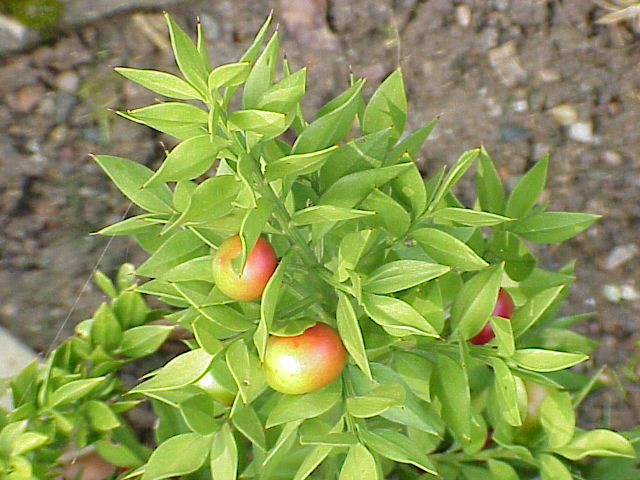
Ruscus aculeatus (com frutos maduros).

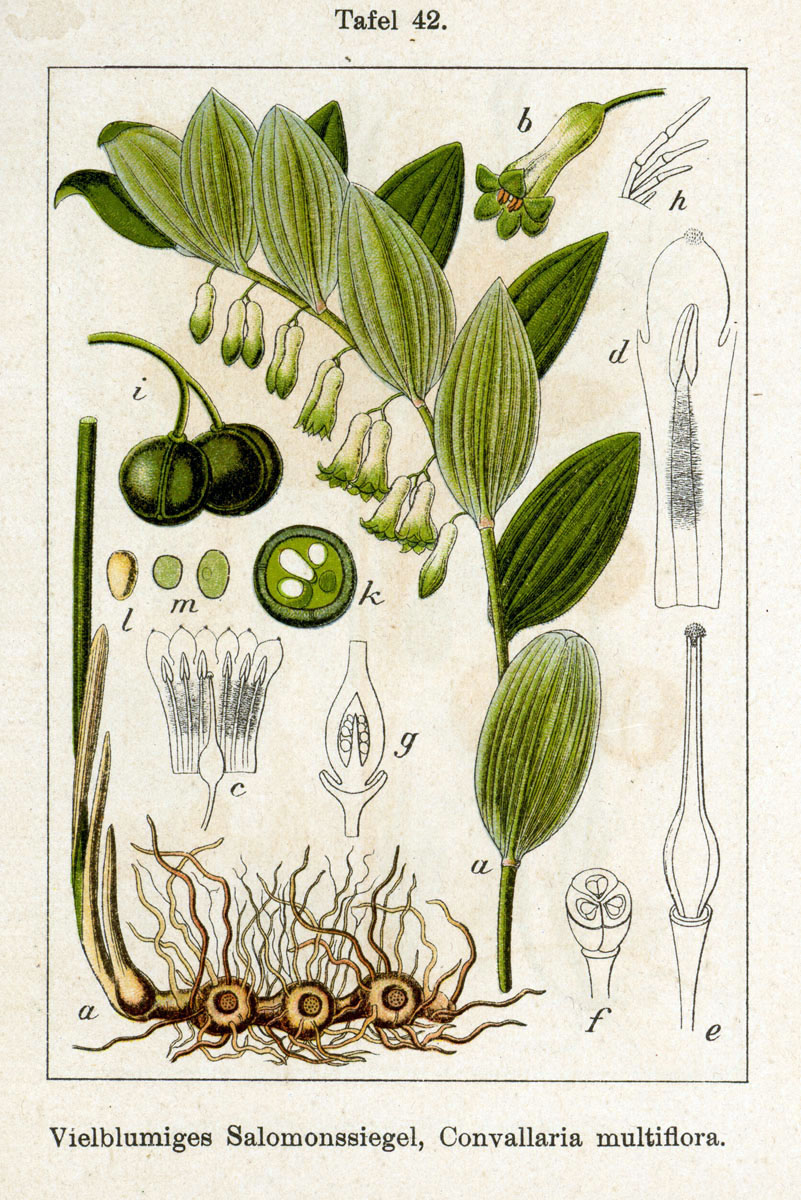
Ilustração mostrando o hábito da espécie Polygonatum multiflorum (em flor).

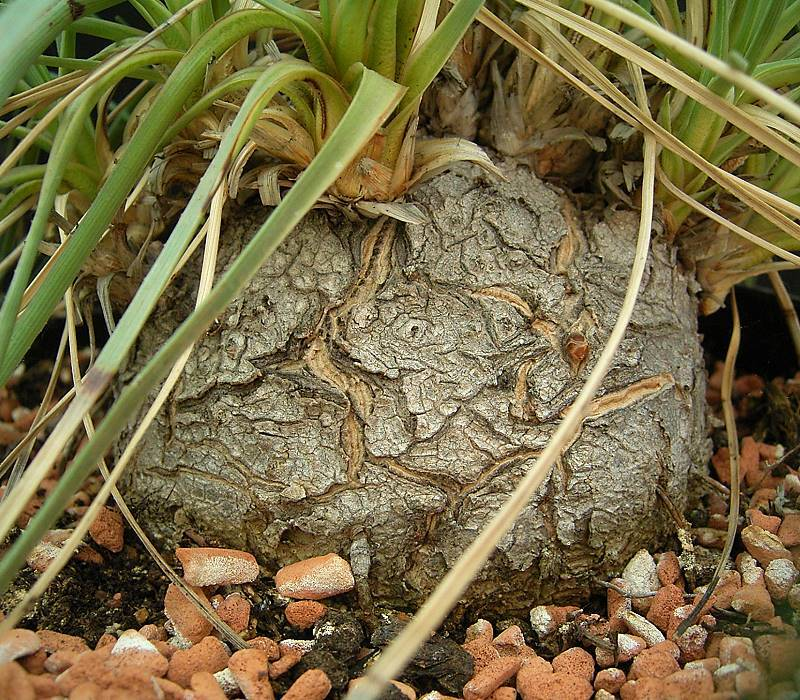
Caule de Calibanus hookeri.

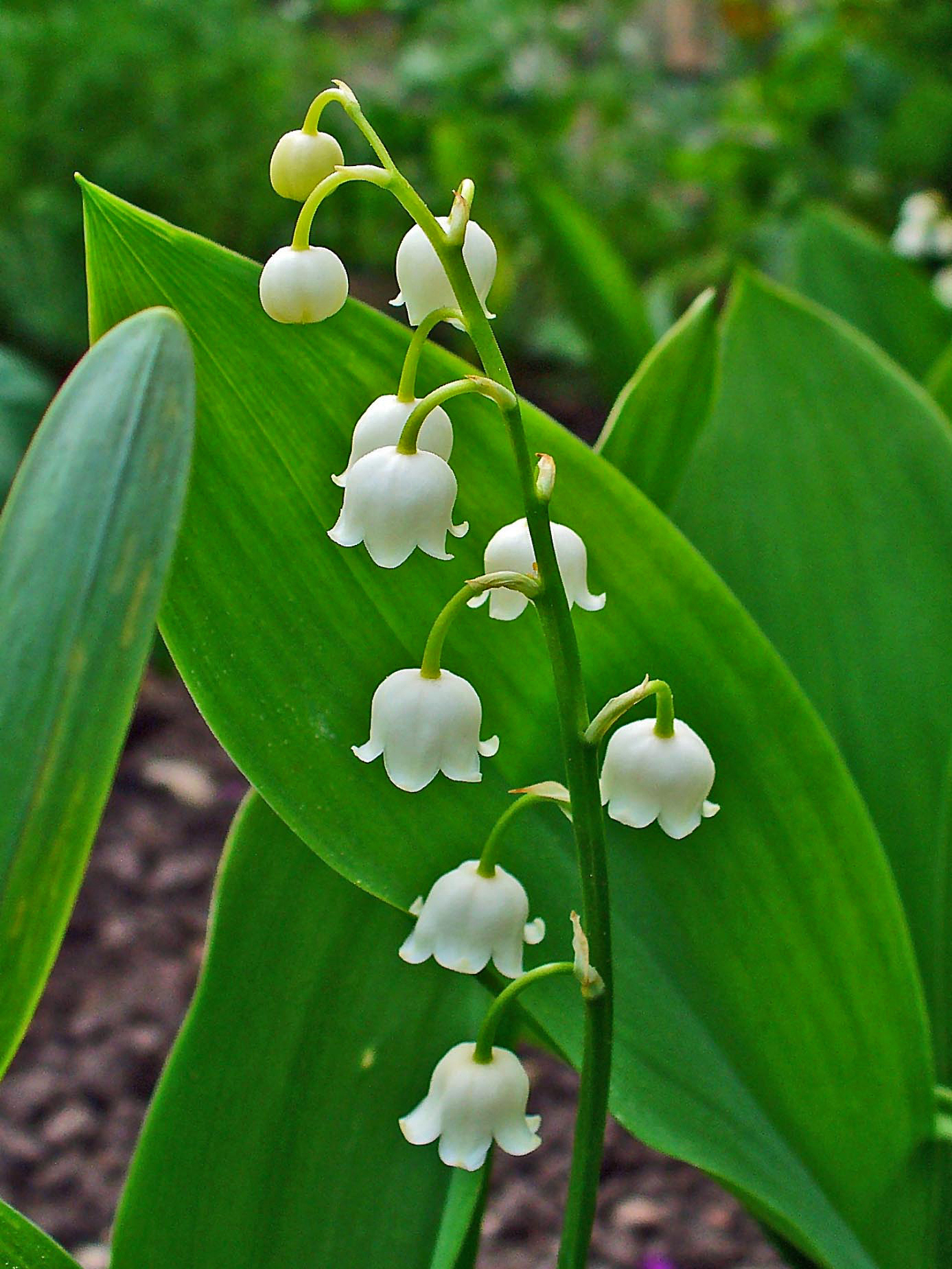
Convallaria majalis em flor.

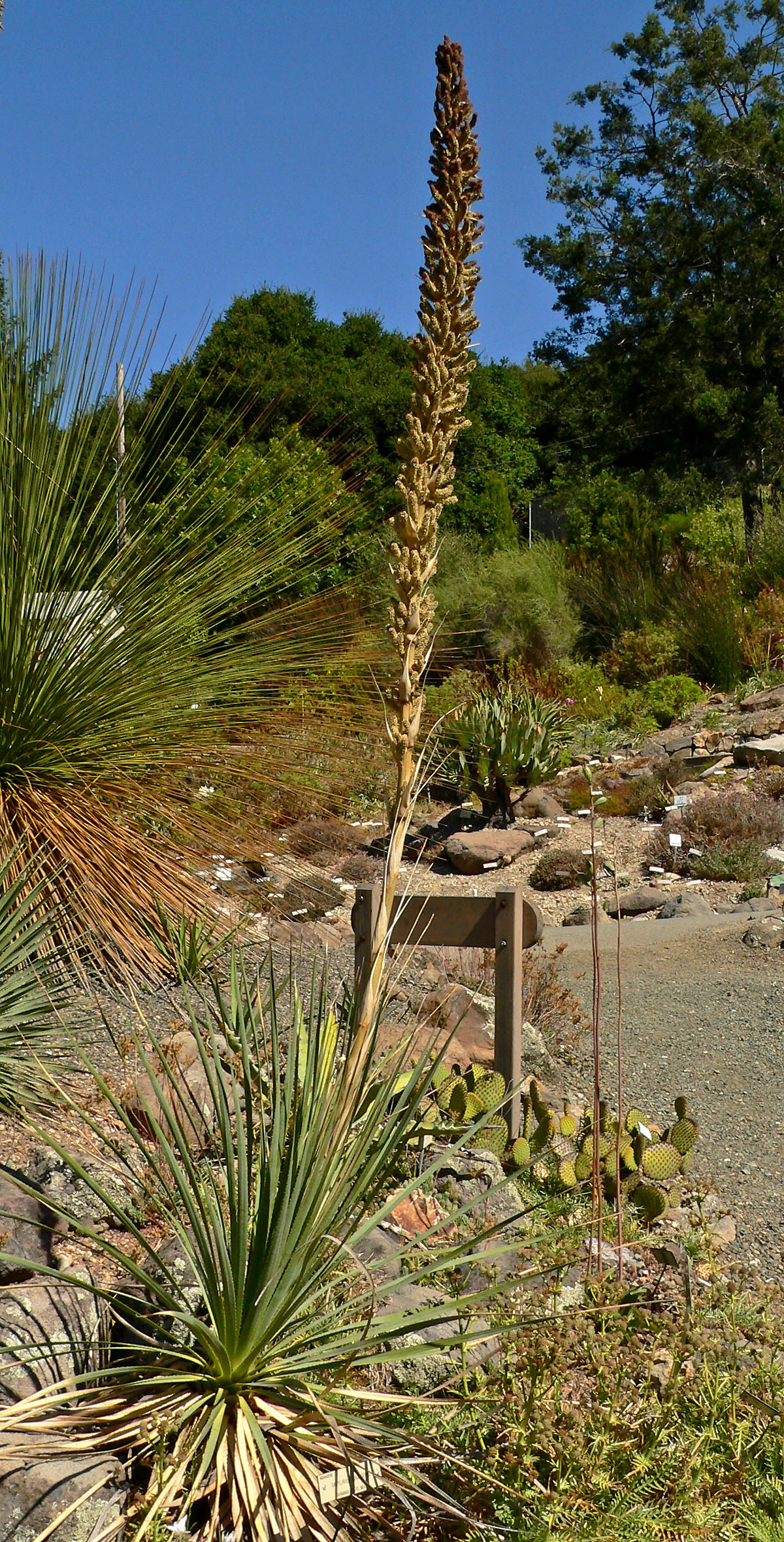
Dasylirion durangense.

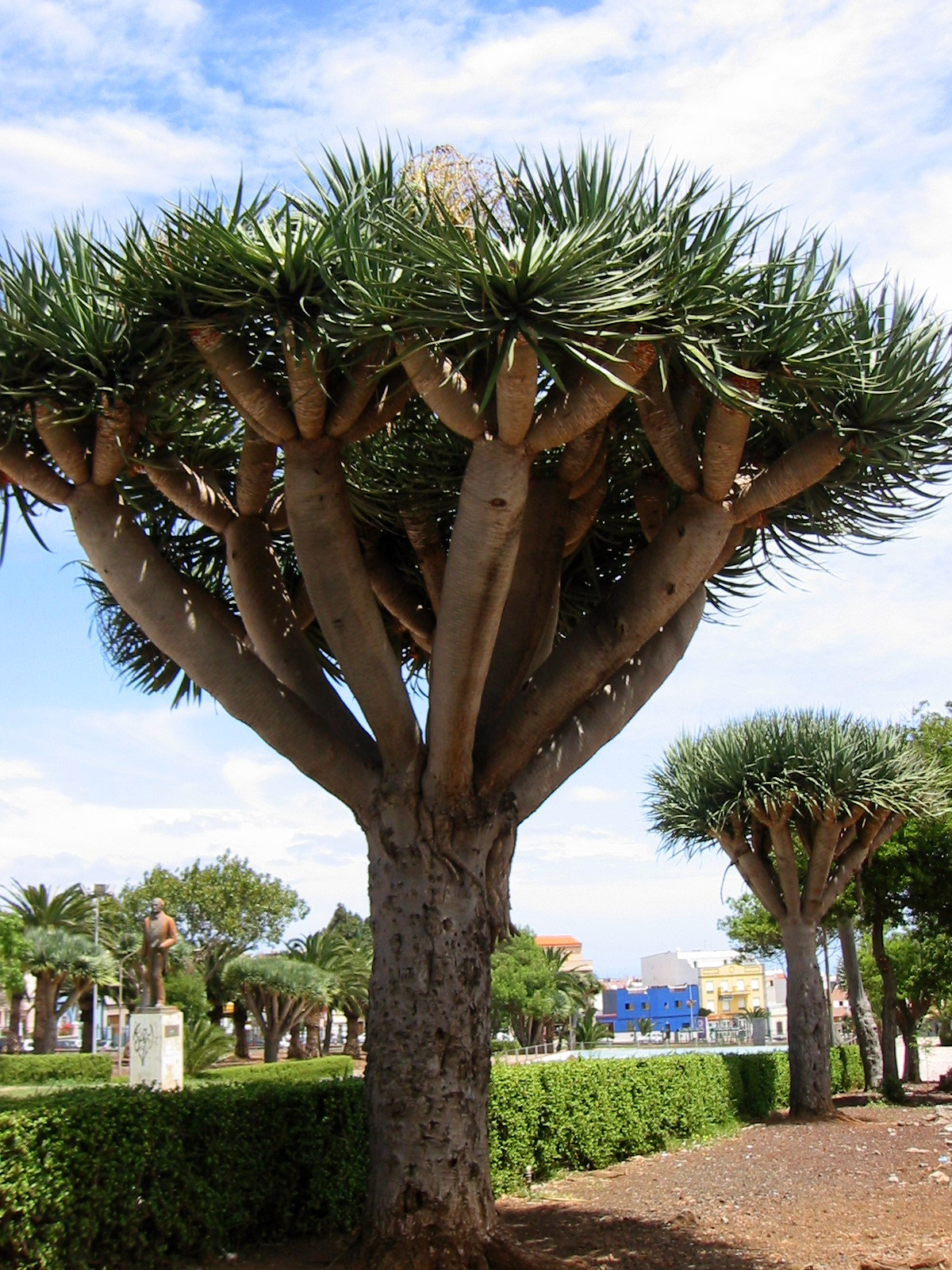
Dracaena draco (dragoeiro).

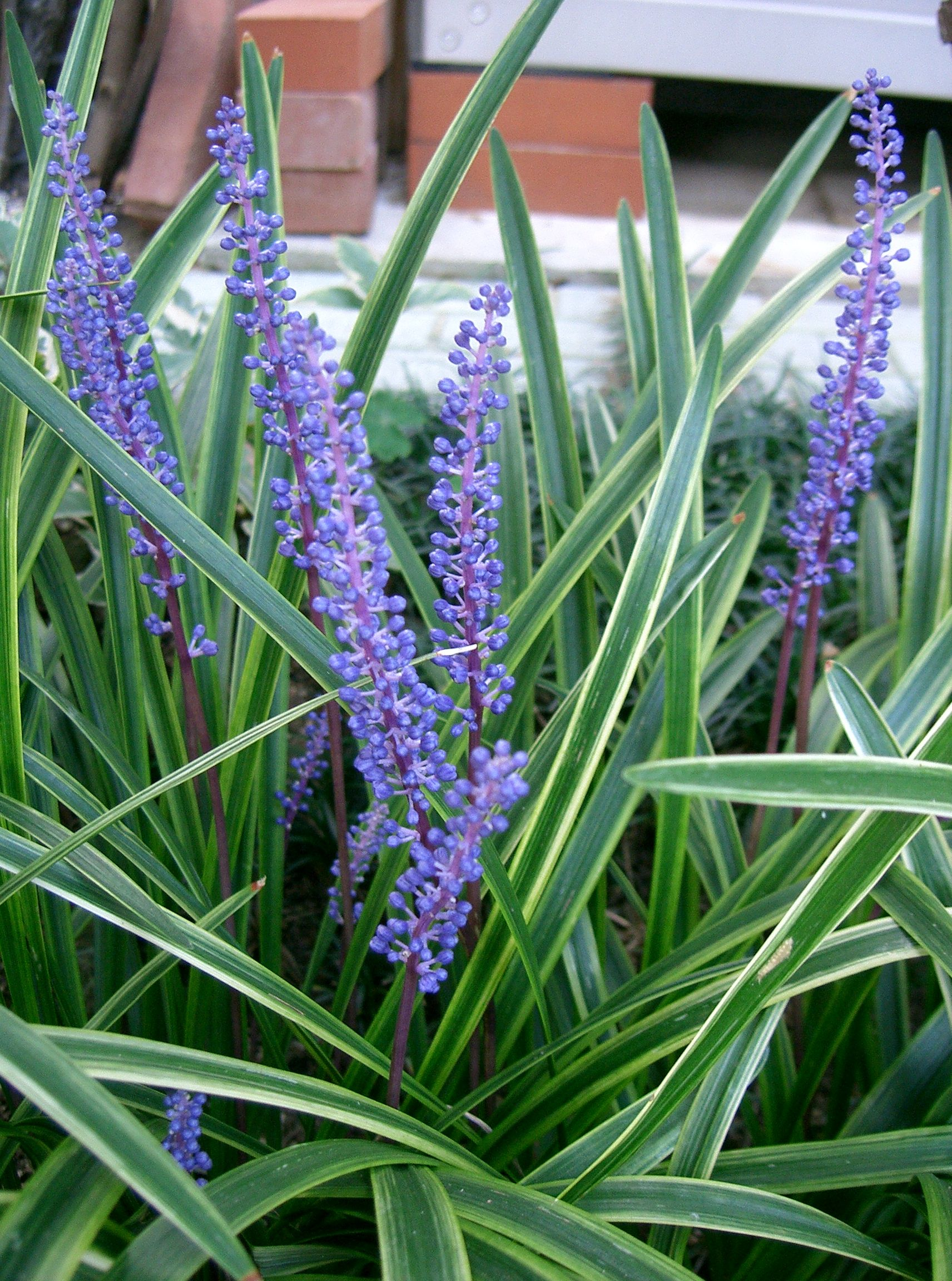
Liriope muscari utilizada como planta ornamental.

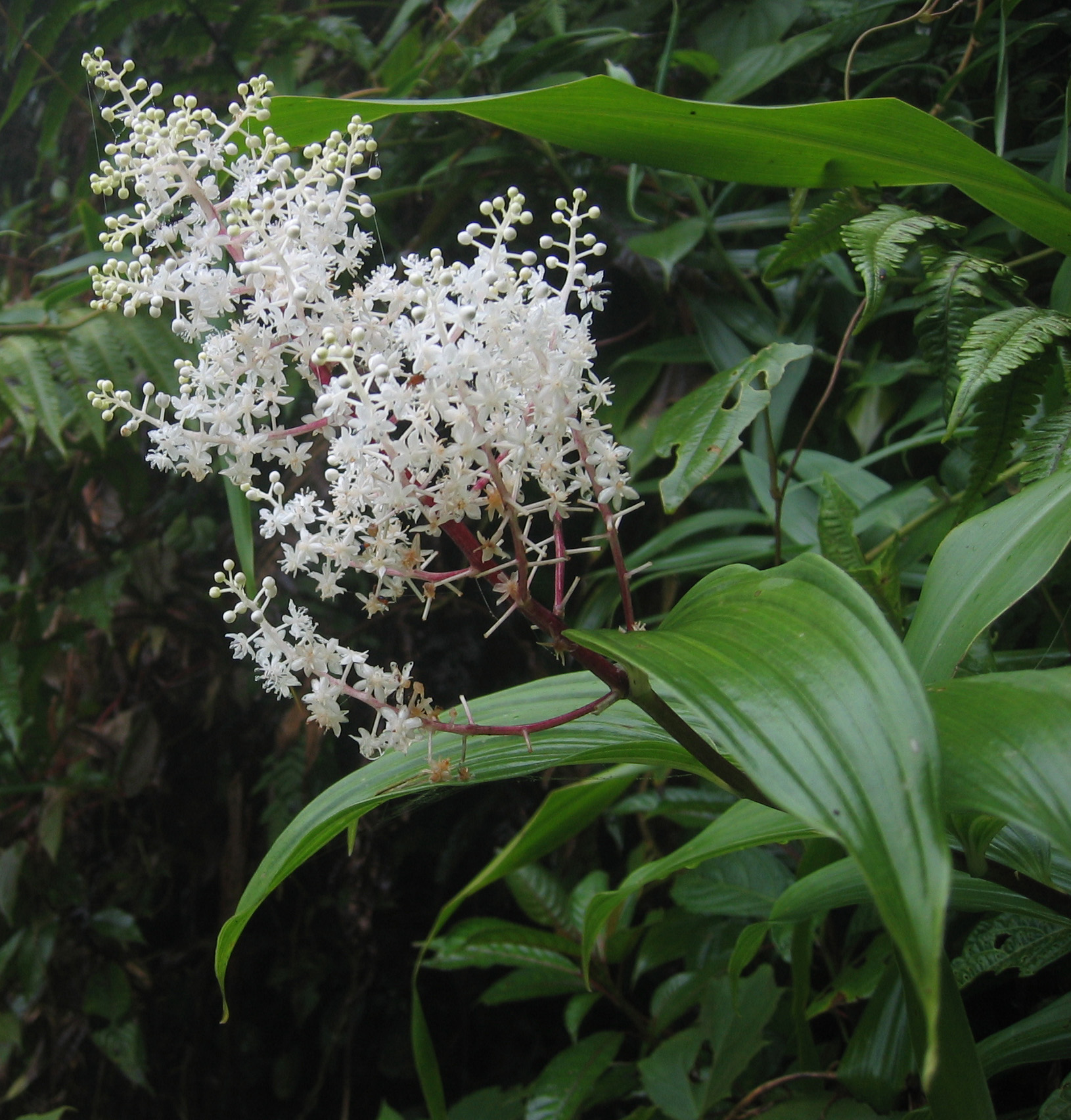
Maianthemum gigas.

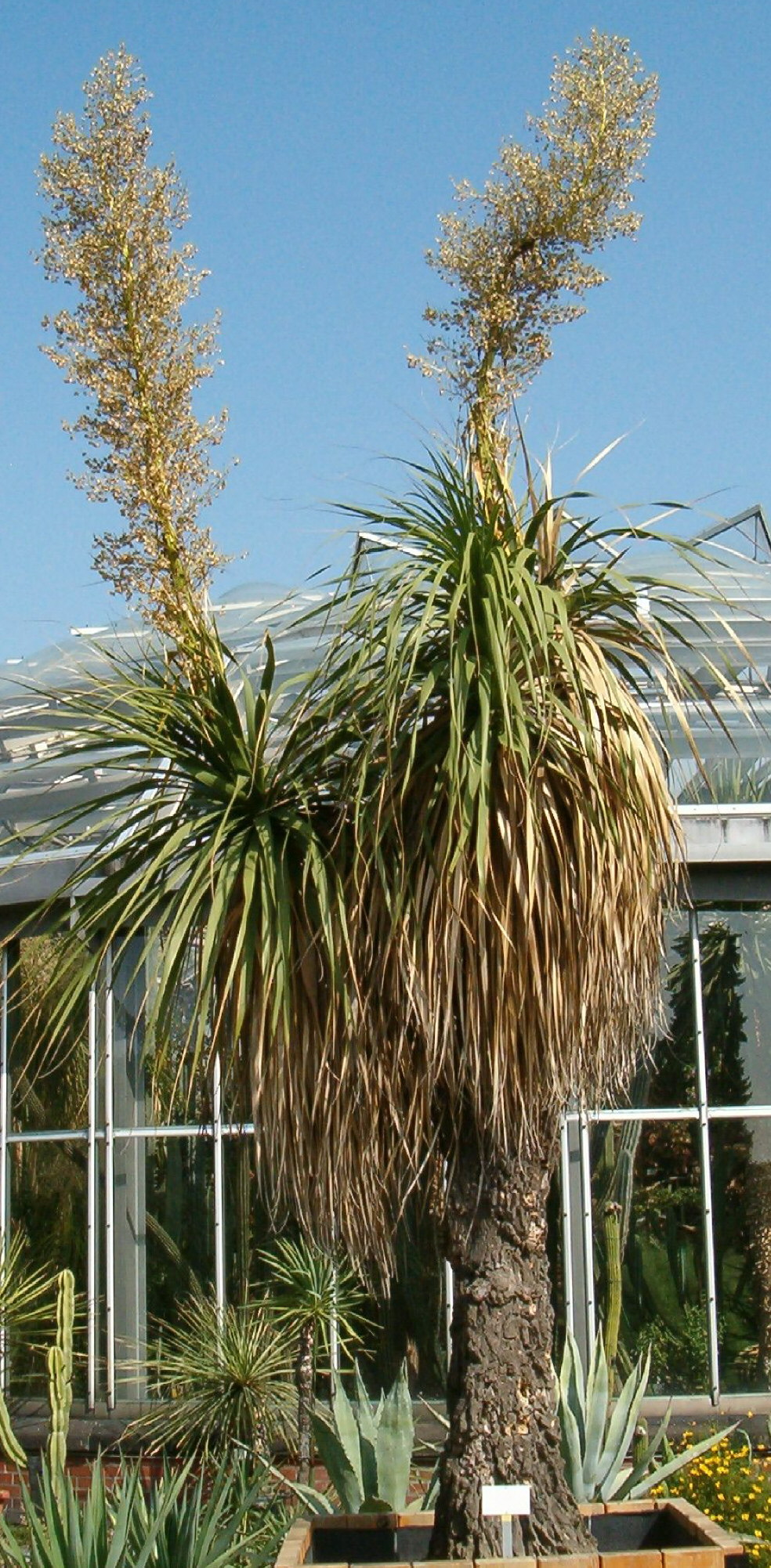
Nolina parviflora arborescente.

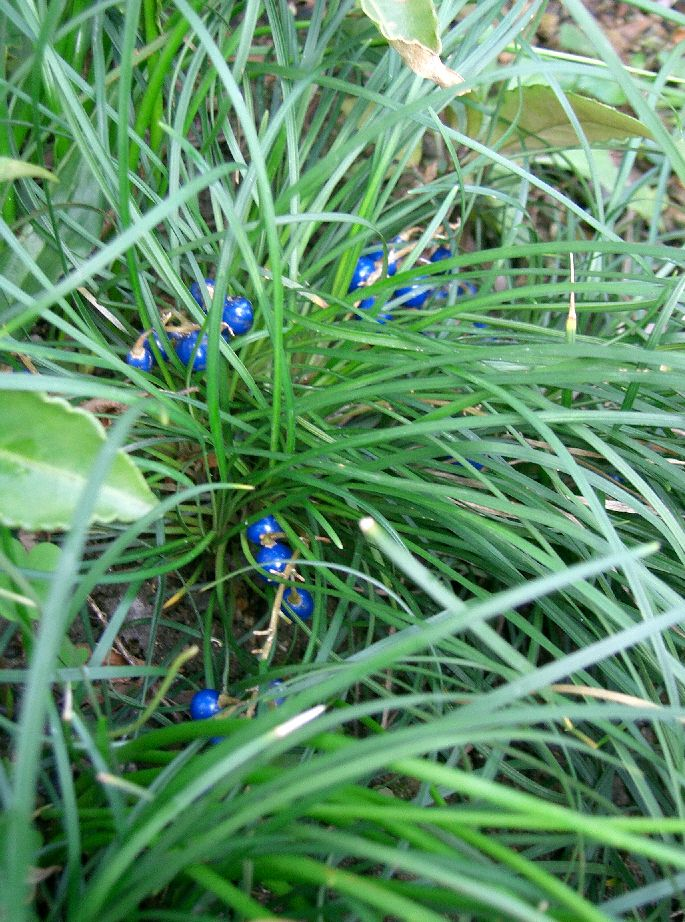
Ophiopogon japonicus (graminiforme, com bagas azul brilhante).

Nolinoideae é uma subfamília da família Asparagaceae, que agrupa 24-30 géneros e 475-700 espécies de monocotiledóneas, com ampla distribuição natural nas regiões temperadas, subtropicais e tropicais de todos os continentes. Constituindo um clado com sinapomorfias bem definidas, antes ser reconhecido como subfamília pelo sistema APG III, em 2009, os géneros que o constituem eram em geral colocados numa família Ruscaceae sensu lato. O nome da subfamília deriva de Nolina, o nome genérico do género tipo. Múltiplas espécies são utilizadas como plantas ornamentais e para outros fins, com destaque para os medicinais.

## Descrição
Na sua actual circunscrição taxonómica, a subfamília inclui géneros que haviam sido colocados em diferentes famílias, incluindo Ruscaceae s.s., Nolinaceae, Dracaenaceae, Convallariaceae e Eriospermaceae. Como ocorre em muitos grupos de monocotiledóneas lilióides, os géneros incluídos nesta subfamília foram em tempos considerados como integrantes da família Liliaceae na sua versão alargada (e polifilética).
Apesar das óbvias semelhanças morfológicas subjacentes à criação da antiga família Liliaceae, a circunscrição da subfamília Nolinoideae foi determinado essencialmente com base na análise da genética molecular, razão pela qual a variabilidade morfológica, especialmente do hábito, dos taxa que constituem o agrupamento é particularmente alta.

### Morfologia
Os membros da subfamília Nolinoideae são plantas herbáceas rizomatosas a arborescentes, por vezes apresentando caules com crescimento secundário anómalo. Algumas espécies apresentam caules aplanados e fotossintéticos (designados por filoclados ou cladódios). São frequentes os caules com canais resinosos apresentando saponinas esteróides. Tricomas simples.
As folhas apresentam filotaxia usualmente alterna e espiralada, dispostas ao longo do caule ou numa roseta basal, simples, de margem inteira, com venação paralela, ocasionalmente pecioladas, embainhadas na base, sem estípulas.
Inflorescências determinadas, por vezes reduzidas a uma única flor, terminais ou axilares. Por vezes as flores inserem-se sobre cladódios, outras em panículas laxas.
As flores são bisexuais, de simetria radial e usualmente pequenas. Ocasionalmente dioicas, com flores masculinas e femininas em plantas diferentes (ex. Ruscus).
As flores apresentam 6 tépalas, raras vezes 4, petalóides, não ponteadas, imbricadas, separadas ou mais frequentemente soldadas na base, situação em que o perianto apresenta forma de campânula ou similar. São mais frequentes as flores com perianto de coloração esbranquiçada, creme ou esverdeada, mas também podem ser azuladas (Liriope), rosa-carne ou mesmo negras (Aspidistra).
As flores apresentam 6 estames, raras vezes 4, com filamentos separados ou ocasionalmente soldados, muitas vezes adnatos às tépalas.
Carpelos 3, raras vezes 2, soldados, ovário usualmente súpero, com placentação axilar. Um único estigma, capitado a trilobado. Óvulos 2 a poucos em cada lóculo, anátropos a ortótropos. Pólen monossulcado ou sem abertura.
Nectários nos septos do ovário que podem libertar uma fragrância perceptível, facilmente dispersa no ar ambiente.
O fruto é geralmente uma baga com poucas sementes, de coloração vermelha ou negra. Algumas espécies apresentam um elevado valor ornamental e por vezes são cultivadas por ele (ex. Ophiopogon e Ruscus).
Sementes mais ou menos globosas. Cobertura seminal com a epiderme externa sem estrutura celular, sem fitomelaninas (recobrimento negro) e com camadas internas colapsadas.

### Etnobotânica
Muitos géneros, incluindo Aspidistra, Convallaria (lírio-do-vale), Dracaena (dragoeiro), Liriope, Maianthemum (falso selo-de-salomão), Polygonatum (selo-de-salomão), Ophiopogon, Nolina (pata-de-elefante) e Sansevieria, são utilizadas como plantas ornamentais, quer em interiores como na construção de parques e jardins.
Algumas espécies do género Convallaria são utilizadas na indústria de perfumaria pela sua fragrância. De algumas espécies do género Sansevieria é extraída uma fibra vegetal com a qual se fazem cordas e outros produtos similares.
O rizoma da gilbardeira (Ruscus aculeatus) é apontado na farmacopeia tradicional europeia para confecção de um preparado designado por rusci rhizoma, utilizado em medicina tradicional. A espécie japonesa Ophiopogon japonicus é também usada para fins medicinais.
As partes subterrâneas de algumas espécies do género Liriope são utilizadas em alimentação humana. Algumas partes das plantas de algumas espécies do géneros Maianthemum são também comestíveis e usadas na alimentação humana.

## Ecologia e distribuição

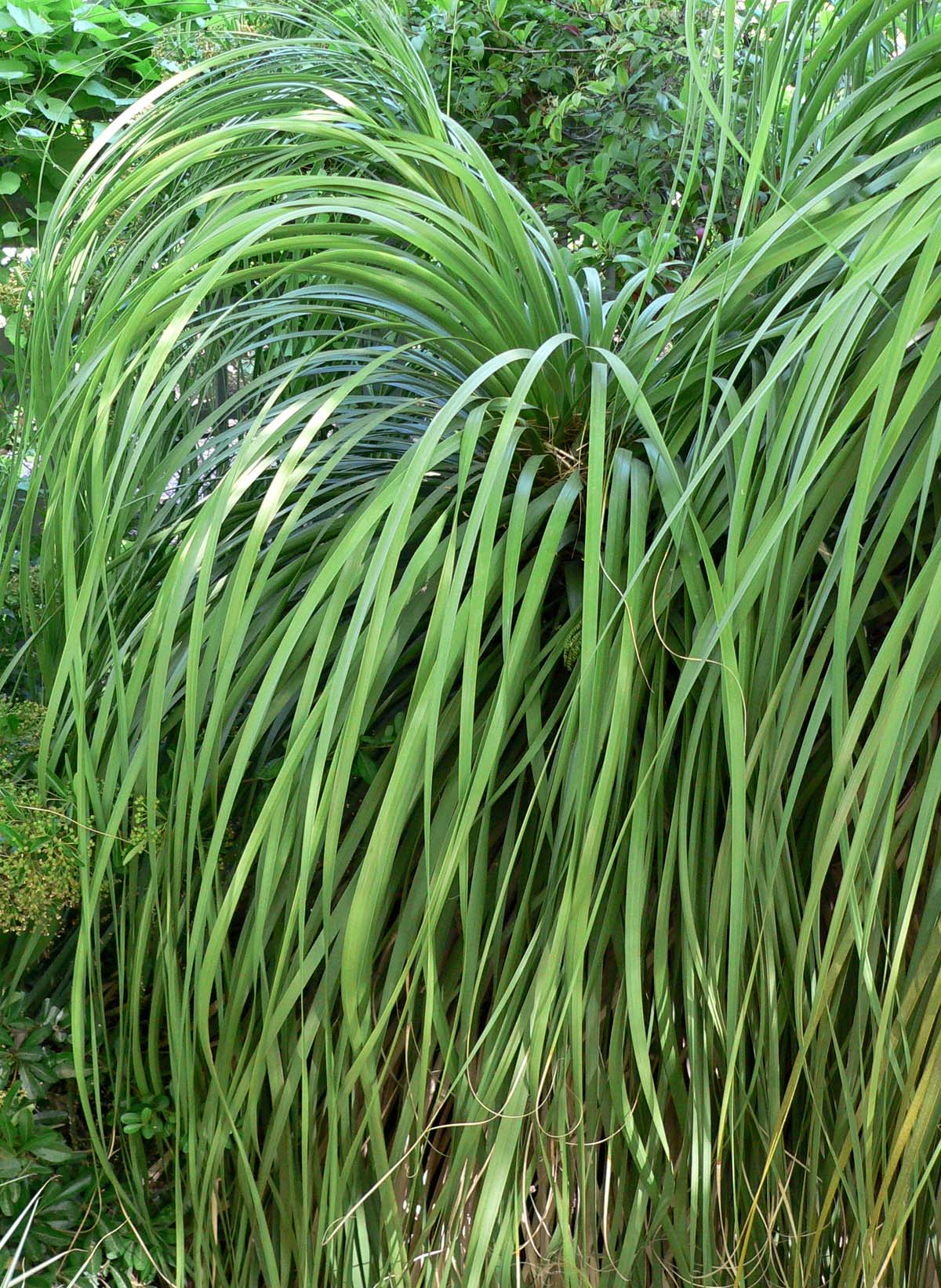
Um exemplar de Nolina bigelovii.

Os membros da subfamília Nolinoideae estão amplamente distribuídos pelas regiões temperadas, subtropicais e tropicais, sendo que as espécies herbáceas muitas vezes ocorrem como ervas que se desenvolvem sob a canópia dos bosques húmidos e as espécies lenhosas são em geral nativas de regiões áridas.
As pequenas flores da maioria das espécies deste agrupamento são polinizadas por insectos, especialmente abelhas e vespas, que recolhem néctar ou polen.
As invulgares flores carnosas do género Aspidistra são diferentes quanto à polinização, pois estão adaptadas para serem polinizadas por invertebrados que rastejam sobre o solo, razão pela qual estas flores são de maiores dimensões e estão localizadas a rasar a terra.
As coloridas bagas usualmente são dispersas por aves. Os frutos secos e angulares de Nolina e géneros afins são dispersos pelo vento.

## Filogenia
A subfamília Nolinoideae está aqui circunscrita em sentido amplo, tal como considerada no sistema APG IV, incluindo as antigas famílias Ruscaceae, Convallariaceae, Nolinaceae e Dracaenaceae, como proposto por M. W. Chase e outros autores.
A árvore filogenética das Asparagales 'nucleares', incluindo aquelas famílias que foram reduzidas ao estatuto de subfamílias, é a que se mostra abaixo. O grupo inclui as duas maiores famílias da ordem, isto é, aqueles com maior número de espécies, as Amaryllidaceae e as Asparagaceae. Nesta circunscrição taxonómica a família Amaryllidaceae é o grupo irmão da família Asparagaceae. As Nolinoideae constiuem com as Asparagoideae um clado cujo grupo irmão são as Lomandroideae:
|  | Agapanthoideae (= Agapanthaceae)                                                                          |
|  | |
|  | \| \| Allioideae (= Alliaceae s.s.) \| \| \| \| \| \| Amaryllidoideae (= Amaryllidaceae s.s.) \| \| \| \| |
|  | |
|  | Allioideae (= Alliaceae s.s.)                                                                             |
|  | |
|  | Amaryllidoideae (= Amaryllidaceae s.s.)                                                                   |
|  | |

|  | Allioideae (= Alliaceae s.s.)           |
|  |                                         |
|  | Amaryllidoideae (= Amaryllidaceae s.s.) |
|  |                                         |

|  | Aphyllanthoideae (= Aphyllanthaceae)                                                            |
|  |                                                                                                 |
|  | \| \| Brodiaeoideae (= Themidaceae) \| \| \| \| \| \| Scilloideae (= Hyacinthaceae) \| \| \| \| |
|  |                                                                                                 |
|  | Brodiaeoideae (= Themidaceae)                                                                   |
|  |                                                                                                 |
|  | Scilloideae (= Hyacinthaceae)                                                                   |
|  |                                                                                                 |

|  | Brodiaeoideae (= Themidaceae) |
|  |                               |
|  | Scilloideae (= Hyacinthaceae) |
|  |                               |

|  | Aphyllanthoideae (= Aphyllanthaceae)                                                            |
|  |                                                                                                 |
|  | \| \| Brodiaeoideae (= Themidaceae) \| \| \| \| \| \| Scilloideae (= Hyacinthaceae) \| \| \| \| |
|  |                                                                                                 |
|  | Brodiaeoideae (= Themidaceae)                                                                   |
|  |                                                                                                 |
|  | Scilloideae (= Hyacinthaceae)                                                                   |
|  |                                                                                                 |

|  | Brodiaeoideae (= Themidaceae) |
|  |                               |
|  | Scilloideae (= Hyacinthaceae) |
|  |                               |

|  | Lomandroideae (= Laxmanniaceae)                                                                   |
|  |                                                                                                   |
|  | \| \| Asparagoideae (= Asparagaceae s.s.) \| \| \| \| \| \| Nolinoideae (= Ruscaceae) \| \| \| \| |
|  |                                                                                                   |
|  | Asparagoideae (= Asparagaceae s.s.)                                                               |
|  |                                                                                                   |
|  | Nolinoideae (= Ruscaceae)                                                                         |
|  |                                                                                                   |

|  | Asparagoideae (= Asparagaceae s.s.) |
|  |                                     |
|  | Nolinoideae (= Ruscaceae)           |
|  |                                     |

|  | Aphyllanthoideae (= Aphyllanthaceae)                                                            |
|  |                                                                                                 |
|  | \| \| Brodiaeoideae (= Themidaceae) \| \| \| \| \| \| Scilloideae (= Hyacinthaceae) \| \| \| \| |
|  |                                                                                                 |
|  | Brodiaeoideae (= Themidaceae)                                                                   |
|  |                                                                                                 |
|  | Scilloideae (= Hyacinthaceae)                                                                   |
|  |                                                                                                 |

|  | Brodiaeoideae (= Themidaceae) |
|  |                               |
|  | Scilloideae (= Hyacinthaceae) |
|  |                               |

|  | Aphyllanthoideae (= Aphyllanthaceae)                                                            |
|  |                                                                                                 |
|  | \| \| Brodiaeoideae (= Themidaceae) \| \| \| \| \| \| Scilloideae (= Hyacinthaceae) \| \| \| \| |
|  |                                                                                                 |
|  | Brodiaeoideae (= Themidaceae)                                                                   |
|  |                                                                                                 |
|  | Scilloideae (= Hyacinthaceae)                                                                   |
|  |                                                                                                 |

|  | Brodiaeoideae (= Themidaceae) |
|  |                               |
|  | Scilloideae (= Hyacinthaceae) |
|  |                               |

|  | Lomandroideae (= Laxmanniaceae)                                                                   |
|  |                                                                                                   |
|  | \| \| Asparagoideae (= Asparagaceae s.s.) \| \| \| \| \| \| Nolinoideae (= Ruscaceae) \| \| \| \| |
|  |                                                                                                   |
|  | Asparagoideae (= Asparagaceae s.s.)                                                               |
|  |                                                                                                   |
|  | Nolinoideae (= Ruscaceae)                                                                         |
|  |                                                                                                   |

|  | Asparagoideae (= Asparagaceae s.s.) |
|  |                                     |
|  | Nolinoideae (= Ruscaceae)           |
|  |                                     |

|  | Agapanthoideae (= Agapanthaceae)                                                                          |
|  | |
|  | \| \| Allioideae (= Alliaceae s.s.) \| \| \| \| \| \| Amaryllidoideae (= Amaryllidaceae s.s.) \| \| \| \| |
|  | |
|  | Allioideae (= Alliaceae s.s.)                                                                             |
|  | |
|  | Amaryllidoideae (= Amaryllidaceae s.s.)                                                                   |
|  | |

|  | Allioideae (= Alliaceae s.s.)           |
|  |                                         |
|  | Amaryllidoideae (= Amaryllidaceae s.s.) |
|  |                                         |

|  | Aphyllanthoideae (= Aphyllanthaceae)                                                            |
|  |                                                                                                 |
|  | \| \| Brodiaeoideae (= Themidaceae) \| \| \| \| \| \| Scilloideae (= Hyacinthaceae) \| \| \| \| |
|  |                                                                                                 |
|  | Brodiaeoideae (= Themidaceae)                                                                   |
|  |                                                                                                 |
|  | Scilloideae (= Hyacinthaceae)                                                                   |
|  |                                                                                                 |

|  | Brodiaeoideae (= Themidaceae) |
|  |                               |
|  | Scilloideae (= Hyacinthaceae) |
|  |                               |

|  | Aphyllanthoideae (= Aphyllanthaceae)                                                            |
|  |                                                                                                 |
|  | \| \| Brodiaeoideae (= Themidaceae) \| \| \| \| \| \| Scilloideae (= Hyacinthaceae) \| \| \| \| |
|  |                                                                                                 |
|  | Brodiaeoideae (= Themidaceae)                                                                   |
|  |                                                                                                 |
|  | Scilloideae (= Hyacinthaceae)                                                                   |
|  |                                                                                                 |

|  | Brodiaeoideae (= Themidaceae) |
|  |                               |
|  | Scilloideae (= Hyacinthaceae) |
|  |                               |

|  | Lomandroideae (= Laxmanniaceae)                                                                   |
|  |                                                                                                   |
|  | \| \| Asparagoideae (= Asparagaceae s.s.) \| \| \| \| \| \| Nolinoideae (= Ruscaceae) \| \| \| \| |
|  |                                                                                                   |
|  | Asparagoideae (= Asparagaceae s.s.)                                                               |
|  |                                                                                                   |
|  | Nolinoideae (= Ruscaceae)                                                                         |
|  |                                                                                                   |

|  | Asparagoideae (= Asparagaceae s.s.) |
|  |                                     |
|  | Nolinoideae (= Ruscaceae)           |
|  |                                     |

|  | Aphyllanthoideae (= Aphyllanthaceae)                                                            |
|  |                                                                                                 |
|  | \| \| Brodiaeoideae (= Themidaceae) \| \| \| \| \| \| Scilloideae (= Hyacinthaceae) \| \| \| \| |
|  |                                                                                                 |
|  | Brodiaeoideae (= Themidaceae)                                                                   |
|  |                                                                                                 |
|  | Scilloideae (= Hyacinthaceae)                                                                   |
|  |                                                                                                 |

|  | Brodiaeoideae (= Themidaceae) |
|  |                               |
|  | Scilloideae (= Hyacinthaceae) |
|  |                               |

|  | Aphyllanthoideae (= Aphyllanthaceae)                                                            |
|  |                                                                                                 |
|  | \| \| Brodiaeoideae (= Themidaceae) \| \| \| \| \| \| Scilloideae (= Hyacinthaceae) \| \| \| \| |
|  |                                                                                                 |
|  | Brodiaeoideae (= Themidaceae)                                                                   |
|  |                                                                                                 |
|  | Scilloideae (= Hyacinthaceae)                                                                   |
|  |                                                                                                 |

|  | Brodiaeoideae (= Themidaceae) |
|  |                               |
|  | Scilloideae (= Hyacinthaceae) |
|  |                               |

|  | Lomandroideae (= Laxmanniaceae)                                                                   |
|  |                                                                                                   |
|  | \| \| Asparagoideae (= Asparagaceae s.s.) \| \| \| \| \| \| Nolinoideae (= Ruscaceae) \| \| \| \| |
|  |                                                                                                   |
|  | Asparagoideae (= Asparagaceae s.s.)                                                               |
|  |                                                                                                   |
|  | Nolinoideae (= Ruscaceae)                                                                         |
|  |                                                                                                   |

|  | Asparagoideae (= Asparagaceae s.s.) |
|  |                                     |
|  | Nolinoideae (= Ruscaceae)           |
|  |                                     |

A monofilia do clado está sustentada por resultados obtidos por sequenciação de ADN e pela ausência de fitomelaninas nas sementes das espécies incluídas. Nesta acepção, a subfamília Nolinoideae é o grupo irmão da subfamília Asparagoideae. Em consequência desta relação filogenética, alguns dos membros deste agrupamento taxonómico assemelham-se às asparagoideas, mas a falta de fitomelaninas nas sementes das Nolinoideae (que não geram uma crosta negra como nas sementes das Asparagoideae) demonstram que pertencem a clados distintos.
A subfamília é reconhecida pelos modernos sistemas de classificação, entre os quais o sistema de classificação APG IV (como aliás já o fora pelo APG III de 2009 e pelo APWeb de 2001 e versões posteriores).
Em sistemas mais antigos, como o APG II, o reconhecimento da subfamília era opcional, sendo nesse caso o agrupamento segregado da uma família Asparagaceae sensu stricto para formar a família Ruscaceae (ver Asparagales para uma discussão destes clados).
Na sua presente circunscrição taxonómica, para que a família se mantenha monofilética o agrupamento deveria incluir muitos géneros que previamente tinham pertencido a uma família Liliaceae muito amplamente circunscrita e fortemente polifilética (como por exemplo ocorre no sistema Cronquist de 1981 e 1988). Otros sistemas dividiam este clado nas famílias Ruscaceae, Convallariaceae, Dracaenaceae, Nolinaceae e Eriospermaceae (como Watson e Dallwitz, 1992), mas análises moleculares de ADN não suportam tal solução.
Os membros herbáceos da subfamília Nolinoideae formam um complexo parafilético que inclui os dois clados lenhosos, Nolineae (Nolina, Daylirion, Calibanus, e Beaucarnea) e Dracaeneae (Dracaena e Sansevieria).
A monofilia do grupo de Nolina está sustentada pela morfologia dos seus frutos secos, triangulosos e de tipo noz, e das folhas com sulcos longitudinais diminutos e células de guarda contendo grandes quantidades de óleos.
A monofilia de Dracaena e Sansevieria está sustentada na presença de canais resinosos nas folhas e caule, repletos de seiva que frequentemente tem coloração vermelho escuro ou vermelho-alaranjado, daí o nome de «sangue de dragão" usado para o extracto obtido de algumas espécies de Dracaena.
Entre os géneros herbáceos, Ruscus, Semele e Danae (os Rusceae) distinguem-se por apresentarem caules aplanados fotossintéticos, com as folhas reduzidas a escamas. Estes géneros são muitas vezes confundidos com membros da subfamília Asparagoideae, mas a falta de fitomelaninas na testa das suas sementes estabelece a distinção. Tradicionalmente, as nolinóideas (antes Ruscaceae) eram circunscritas apenas a estes três pequenos géneros herbáceos.
Os membros de Polygonateae, como Maianthemum e Polygonatum, são facilmente reconhecidos pelo seu hábito distinto e sinapomórfico. Estas plantas apresentam folhas amplas que nascem ao longo de caules aéreos interligados por um sistema simpodial de rizomas.
Os géneros Liriope, Ophiopogon e afins, as Ophiopogoneae, são notáveis porque os frutos abrem precocemente para expor sementes com cobertura carnosa. Estes géneros apresentam rizomas simpodiais com tufos de folhas variegadas, muitas vezes de tipo semelhante a gramíneas, desprovidos de caules aéreos. Estas herbáceas folhosas, em conjunto com outros géneros como Convallaria e Aspidistra, foram muitas vezes incluídas em "Convallariaceae".
Os primeiros estudos filogenéticos realizados de forma alargada no grupo, datados de 2010, revelaram as seguintes relações entre tribos e subfamílias:
|  | \| \| Ruscaceae s.str. + Dracaenaceae + Theropogon + Disporopsis + Comospermum \| \| \| \| \| \| Convallarieae (sem Theropogon) \| \| \| \| |
|  | |
|  | Ophiopogoneae |
|  | |
|  | Ruscaceae s.str. + Dracaenaceae + Theropogon + Disporopsis + Comospermum                                                                    |
|  | |
|  | Convallarieae (sem Theropogon) |
|  | |

|  | Ruscaceae s.str. + Dracaenaceae + Theropogon + Disporopsis + Comospermum |
|  |                                                                          |
|  | Convallarieae (sem Theropogon)                                           |
|  |                                                                          |

|  | \| \| Ruscaceae s.str. + Dracaenaceae + Theropogon + Disporopsis + Comospermum \| \| \| \| \| \| Convallarieae (sem Theropogon) \| \| \| \| |
|  | |
|  | Ophiopogoneae |
|  | |
|  | Ruscaceae s.str. + Dracaenaceae + Theropogon + Disporopsis + Comospermum                                                                    |
|  | |
|  | Convallarieae (sem Theropogon) |
|  | |

|  | Ruscaceae s.str. + Dracaenaceae + Theropogon + Disporopsis + Comospermum |
|  |                                                                          |
|  | Convallarieae (sem Theropogon)                                           |
|  |                                                                          |

|  | \| \| Ruscaceae s.str. + Dracaenaceae + Theropogon + Disporopsis + Comospermum \| \| \| \| \| \| Convallarieae (sem Theropogon) \| \| \| \| |
|  | |
|  | Ophiopogoneae |
|  | |
|  | Ruscaceae s.str. + Dracaenaceae + Theropogon + Disporopsis + Comospermum                                                                    |
|  | |
|  | Convallarieae (sem Theropogon) |
|  | |

|  | Ruscaceae s.str. + Dracaenaceae + Theropogon + Disporopsis + Comospermum |
|  |                                                                          |
|  | Convallarieae (sem Theropogon)                                           |
|  |                                                                          |

|  | \| \| Ruscaceae s.str. + Dracaenaceae + Theropogon + Disporopsis + Comospermum \| \| \| \| \| \| Convallarieae (sem Theropogon) \| \| \| \| |
|  | |
|  | Ophiopogoneae |
|  | |
|  | Ruscaceae s.str. + Dracaenaceae + Theropogon + Disporopsis + Comospermum                                                                    |
|  | |
|  | Convallarieae (sem Theropogon) |
|  | |

|  | Ruscaceae s.str. + Dracaenaceae + Theropogon + Disporopsis + Comospermum |
|  |                                                                          |
|  | Convallarieae (sem Theropogon)                                           |
|  |                                                                          |

|  | \| \| Ruscaceae s.str. + Dracaenaceae + Theropogon + Disporopsis + Comospermum \| \| \| \| \| \| Convallarieae (sem Theropogon) \| \| \| \| |
|  | |
|  | Ophiopogoneae |
|  | |
|  | Ruscaceae s.str. + Dracaenaceae + Theropogon + Disporopsis + Comospermum                                                                    |
|  | |
|  | Convallarieae (sem Theropogon) |
|  | |

|  | Ruscaceae s.str. + Dracaenaceae + Theropogon + Disporopsis + Comospermum |
|  |                                                                          |
|  | Convallarieae (sem Theropogon)                                           |
|  |                                                                          |

|  | \| \| Ruscaceae s.str. + Dracaenaceae + Theropogon + Disporopsis + Comospermum \| \| \| \| \| \| Convallarieae (sem Theropogon) \| \| \| \| |
|  | |
|  | Ophiopogoneae |
|  | |
|  | Ruscaceae s.str. + Dracaenaceae + Theropogon + Disporopsis + Comospermum                                                                    |
|  | |
|  | Convallarieae (sem Theropogon) |
|  | |

|  | Ruscaceae s.str. + Dracaenaceae + Theropogon + Disporopsis + Comospermum |
|  |                                                                          |
|  | Convallarieae (sem Theropogon)                                           |
|  |                                                                          |

|  | \| \| Ruscaceae s.str. + Dracaenaceae + Theropogon + Disporopsis + Comospermum \| \| \| \| \| \| Convallarieae (sem Theropogon) \| \| \| \| |
|  | |
|  | Ophiopogoneae |
|  | |
|  | Ruscaceae s.str. + Dracaenaceae + Theropogon + Disporopsis + Comospermum                                                                    |
|  | |
|  | Convallarieae (sem Theropogon) |
|  | |

|  | Ruscaceae s.str. + Dracaenaceae + Theropogon + Disporopsis + Comospermum |
|  |                                                                          |
|  | Convallarieae (sem Theropogon)                                           |
|  |                                                                          |

|  | \| \| Ruscaceae s.str. + Dracaenaceae + Theropogon + Disporopsis + Comospermum \| \| \| \| \| \| Convallarieae (sem Theropogon) \| \| \| \| |
|  | |
|  | Ophiopogoneae |
|  | |
|  | Ruscaceae s.str. + Dracaenaceae + Theropogon + Disporopsis + Comospermum                                                                    |
|  | |
|  | Convallarieae (sem Theropogon) |
|  | |

|  | Ruscaceae s.str. + Dracaenaceae + Theropogon + Disporopsis + Comospermum |
|  |                                                                          |
|  | Convallarieae (sem Theropogon)                                           |
|  |                                                                          |

Estudos subsequentes, que examinaram outros genes e mais taxa, nem sempre têm confirmado a validade desta divisão de Ruscaceae s.l. em clados (ou seja em agrupamentos monofiléticos). Pelo contrário, demonstraram que a estrutura e os relacionamentos de parentesco eram mal garantidos e instáveis em muitos parâmetros. A divisão da subfamília em tribos deve, portanto, ser considerada provisória.
O grupo irmão das Nolinoideae é, de acordo com todos os resultados, a subfamília Asparagoideae, um agrupamento manifestamente pobre em espécies. A possibilidade de que o género Eriospermum seja mais basal que o clado Asparagoideae, o que tornaria o agrupamento Nolinoideae parafilético, não pode ser completamente afastada.

## Sistemática e distribuição
A subfamília foi formalmente reconhecida pelo APG III (de 2009), embora já tivesse sido considerada no APG II (2003), sistema de classificação que contudo deixava como opção excluir o agrupamento da família Asparagaceae sensu stricto para formar com ele a família Ruscaceae.
Na sua presente circunscrição taxonómica a subfamília integra cerca de 28 géneros e cerca de 500 espécies (24-30 géneros e 475-700 espécies). Os géneros mais representados são Dracaena (80 espécies), Polygonatum (50 espécies), Sansevieria (50 espécies), Maianthemum (33 espécies), Ophiopogon (30 espécies), e Nolina (25 espécies).
A lista que se segue apresenta uma listagem dos géneros incluídos na subfamília Nolinoideae, possivelmente incompleta, incluindo a referência à fonte que propões a inclusão. A posição sistemática e circunscrição destes géneros tem sofrido grandes variações ao longo das últimas décadas, com inclusão em diversas famílias e subfamílias (que quando diferentes de Ruscaceae s.l. se indicam na lista).
| Género                                                                   | Anterior família (se diferente de Ruscaceae s.l.) |
| Aspidistra Ker Gawl. (incluindo Antherolophus Gagnep. e Colania Gagnep.) | Convallariaceae                                   |
| Beaucarnea Lem.                                                          | Dracaenaceae, Agavaceae                           |
| Calibanus Rose                                                           | Dracaenaceae, Agavaceae                           |
| Campylandra Baker                                                        | Convallariaceae                                   |
| Comospermum Rauschert                                                    | Anthericaceae                                     |
| Convallaria L.                                                           | Convallariaceae                                   |
| Danae Medik.                                                             |                                                   |
| Dasylirion Zucc.                                                         | Dracaenaceae                                      |
| Disporopsis Hance                                                        | Convallariaceae                                   |
| Dracaena Vand. ex L.                                                     | Dracaenaceae, Agavaceae                           |
| Eriospermum Jacq.                                                        | Eriospermaceae                                    |
| Heteropolygonatum M.N.Tamura & Ogisu                                     | Convallariaceae                                   |
| Liriope Lour.                                                            | Convallariaceae                                   |
| Maianthemum F.H.Wigg. (incluindo Oligobotrya Baker e Smilacina Desf.)    | Convallariaceae                                   |
| Nolina Michx.                                                            | Dracaenaceae                                      |
| Ophiopogon Ker Gawl.                                                     | Convallariaceae                                   |
| Peliosanthes Andrews (incluindo Lourya Baill.)                           | Convallariaceae                                   |
| Pleomele Salisb. (frequentemente incluído em Dracaena)                   | Dracaenaceae, Agavaceae                           |
| Polygonatum Mill.                                                        | Convallariaceae                                   |
| Reineckea Kunth                                                          | Convallariaceae                                   |
| Rohdea Roth (incluindo Gonioscypha Baker)                                | Convallariaceae                                   |
| Ruscus L.                                                                |                                                   |
| Sansevieria Thunb.                                                       | Dracaenaceae                                      |
| Semele Kunth                                                             |                                                   |
| Speirantha Baker                                                         | Convallariaceae                                   |
| Theropogon Maxim.                                                        | Convallariaceae                                   |
| Tupistra Ker Gawl. (incluindo Campylandra Baker e Tricalistra Ridl.)     | Convallariaceae                                   |

Com a ampla circunscrição taxonómica presentemente em uso, a subfamília Nolinoideae tem uma ampla distribuição natural. Existem taxa presentes nas regiões florísticas Holoártica, Paleotropical e Capense. Existem ocorrências nas áreas temperadas de Eurásia e América do Norte, que vão desde o Mediterrâneo até à Ásia Menor, às ilhas Canárias, ao sul da África, à América Central subtropical e tropical e ao norte da Austrália.
As áreas de distribuição natural dos géneros que integram a subfamília Nolinoideae (anteriormente designada por família Ruscaceae s.l.) são as seguintes:
- Aspidistra Ker Gawl. — as cerca de 140 espécies são nativas de uma região que vai do leste dos  Himalaias até ao Japão.[4]
- Beaucarnea Lem. — as cerca de 9 espécies ocorrem no México e América Central.
- Calibanus Rose — com apenas duas espécies descritas, ocorre no México; as espécies deste géneros desde 2014 são consideradas por muitos autores como integrando o género Beaucarnea.[4][40][41]
- Comospermum Rauschert — inclui apenas a espécie:
  - Comospermum yedoense (Maxim. ex Franch. & Sav.) Rauschert — nativa do Japão.
- Convallaria L. — com 3 espécies nativas das regiões temperadas do hemisfério norte.
- Chrysodracon  (Jankalski) P.-L. Lu & Morden[42] — com 6 a 10 espécies, endémicas no Hawaii (anteriormente estas espécies eram consideradas como parte dos géneros Dracaena ou Pleomele).
- Danae Medik. — com apenas uma espécie:
  - Danae racemosa (L.) Moench — nativa do Médio Oriente (excepto a Península Arábica).
- Dasylirion Zucc. — com cerca de 20 espécies nativas do sudoeste dos Estados Unidos e do México.
- Disporopsis Hance — com cerca de 6 espécies, nativas do Sueste Asiático.
- Dracaena Vand. ex L. — compreende cerca de 113 espécies, na sua maioria nativas das regiões tropicais da África e Ásia.
- Eriospermum Jacq. ex Willd. — compreende cerca de 115 espécies, nativas das regiões tropicais do sul da África.
- Heteropolygonatum M.N.Tamura & Ogisu — com cerca de 10 espécies, nativas do sul da China e do norte do Vietname.[4]
- Liriope Lour. — com cerca de 6 espécies, nativas de uma vasta região que vai da China e Vietname até ao Japão e ao norte das Filipinas.
- Maianthemum F.H.Wigg. — com cerca de 39 espécies, nativas das regiões temperadas do hemisfério norte e da América Central.
- Nolina Michx. — com cerca de 27 espécies, nativo do sul dos Estados Unidos e do México; é o género tipo da subfamília.
- Ophiopogon Ker Gawl. — com cerca de 68 espécies, é nativo de uma região que vai desde os Himalaias ao Japão e Malésia, expandido-se pela Ásia Oriental.
- Peliosanthes Andrews — com cerca de 16 espécies, distribuídas principalmente pelo sudeste da Ásia.
- Polygonatum Mill. — com cerca de 71 espécies, com distribuição nas regiões temperadas do hemisfério norte, especialmente no sudoeste da China.
- Reineckea Kunth — com apenas uma espécie:
  - Reineckea carnea (Andrews) Kunth — nativa da China e Japão.
- Rohdea Roth (Titragyne Salisb. nom. superfl., Tilcusta Raf., Campylandra Baker, Gonioscypha Baker) — compreende desde 2010 cerca de 17 espécies, nativas na região que vai desde o leste dos Himalaia até ao Japão e Indochina.[43]
- Ruscus L. — com 7 espécies, nativas da Macaronésia, Europa Ocidental e das margens do Mediterrâneo, estendendo-se pelo Médio Oriente até ao Irão.
- Sansevieria Thunb.) — com cerca de 66 espécies, nativas da África, Madagáscar e da Arábia até ao Sul da Ásia.
- Semele Kunth — inclui 3 espécies,[4] entre as quais:
  - Semele androgyna (L.) Kunth — nativa da Macaronésia.
- Speirantha Baker — com apenas uma espécie:
  - Speirantha gardenii (Hook.) Baillon — nativa das províncias chinesas de Anhui, Jiangsu, Jiangxi e Zhejiang.
- Theropogon Maxim. — inclui apenas uma espécie:
  - Theropogon pallidus (Wall. ex Kunth) Maxim. — nativa da região dos Himalaias e da China.
- Tupistra Ker Gawl. (sin.: Macrostigma Kunth, Platymetra Noronha ex Salisb., Tricalistra Ridl.) — as cerca de 14 espécies ocorrem na Ásia.